# Барнім IX Благочестивий
Барнім IX Благочестивий, Барнім IX Померанський, Барнім XI Старий (нім. Barnim IX. von Pommern; *2 грудня 1501 р. — †2 червня 1573 р., Щецин) — герцог Померанії (1523—1531, 1531—1532), Щецинський (1523—1531, 1531—1532, 1532—1569) і Вольгастський (1523—1531, 1531—1532). Перший протестантський принц Померанії.

## Життєпис
Представник поморської династії Грифичів. Четвертий син герцога Померанського Богуслава X Великого (1454—1523) і польської принцеси Ганни Ягелонки (1476—1503), дочки Казимира IV Ягелончика. Навчався в Грайфсвальдському і Вітенберзькому університетах, під керівництвом Мартіна Лютера.
У 1523 р. після смерті Богуслава X Великого Барнім Благочестивий разом зі старшим братом Георгом I успадкував батьківські володіння Щецин і Вольгаст, і Барнім сумісно з Георгом керували Померанським Герцогством протягом 1523—1531 років. У 1526 р. князі Барнім і Георг зустрічалися в Гданську з польським королем Сигізмундом I Старим, де обговорювали майбутнє польських ленів Лемборк і Битів.
Герцог Барнім IX Благочестивий був майстерним політиком. У 1530 р. на рейхстазі в Аугсбурзі він отримав повну самостійність в управлінні своїми володіннями. Після смерті свого старшого брата Георга I Барнім Благочестивий 21 жовтня 1532 р. зробив поділ померанського герцогства: сам залишився керувати Щецином, а його небіж Філіп I отримав у володіння Вольгаст.
У 1534 р. Барнім IX Благочестивий ввів у герцогстві лютеранство, прихильником якого він був. Проводив обережну зовнішню політику, співпрацював з Сигізмундом II Августом, королем Польщі і великим князем литовським, який був для Барніма двоюрідним племінником.
Барнім IX був великим шанувальником мистецтва. Виписував до свого двору багатьох художників. Колекціонував твори мистецтва, зокрема ювелірні вироби. Був ініціатором створення монументального гобелена «Opona Croya». Захоплювався різьбленням по дереву, точною механікою і полюванням. За легендою, він був творцем вівтаря, що знаходиться в даний час в Совновському костелі. Був ініціатором реформування гільдій Померанії, а також сприяв створенню в Щецині школи, відомої як Щецинська вища школа (1543).
У 1569 р. під час з'їзду в Ясениці після смерті своєї дружини Ганни Барнім Благочестивий відмовився від герцогського престолу на користь внучатого племінника Яна Фредеріка I, старшого сина Філіпа I. Останні роки життя Барнім Благочестивий провів у своїй резиденції — замку Одербург в Грабово під Щецином.

## Родина
2 лютого 1525 р. в Щецині Барнім Благочестивий одружився з Ганною Брауншвейг-Люнебурзькою (*6 грудня 1502 — †6 листопада 1568), молодшою дочкою герцога Генріха II Брауншвейг-Люнебургського (*1468-†1532) і Маргарити Саксонської (1469—1528). У цього подружжя народилося семеро дітей:
- Олександра (1525/1526 1539/1540 — 1544);
- Марія (2 лютого 1527 — 16 лютий 1554), дружина графа Отто IV Шауенбург-Гольштейнського (1517—1576);
- Доротея (7 лютого 1528 — 4 квітня 1558), дружина графа Йоганна Мансфельда-Хінтерорта;
- Ганна (5 лютого 1531 — 13 жовтень 1592), 1-й її чоловік з 1557 року князь Карл Ангальт-Цербстський[ru] (1534—1561), 2-й її чоловік з 1562 р. бургграф Генріх VII Мейсенський (1536—1572), 3-й її чоловік з 1576 р. граф Йост II Барбі (1544—1609);
- Сибіла (25 квітня 1541 — 21 вересня 1564), наречена Оттона I, графа Сальм-Кібургського, Вільда та Райнграфена;
- Богуслав XII (1542);
- Єлизавета (1554).